# 圣马丁斯岛 (锡利群岛)

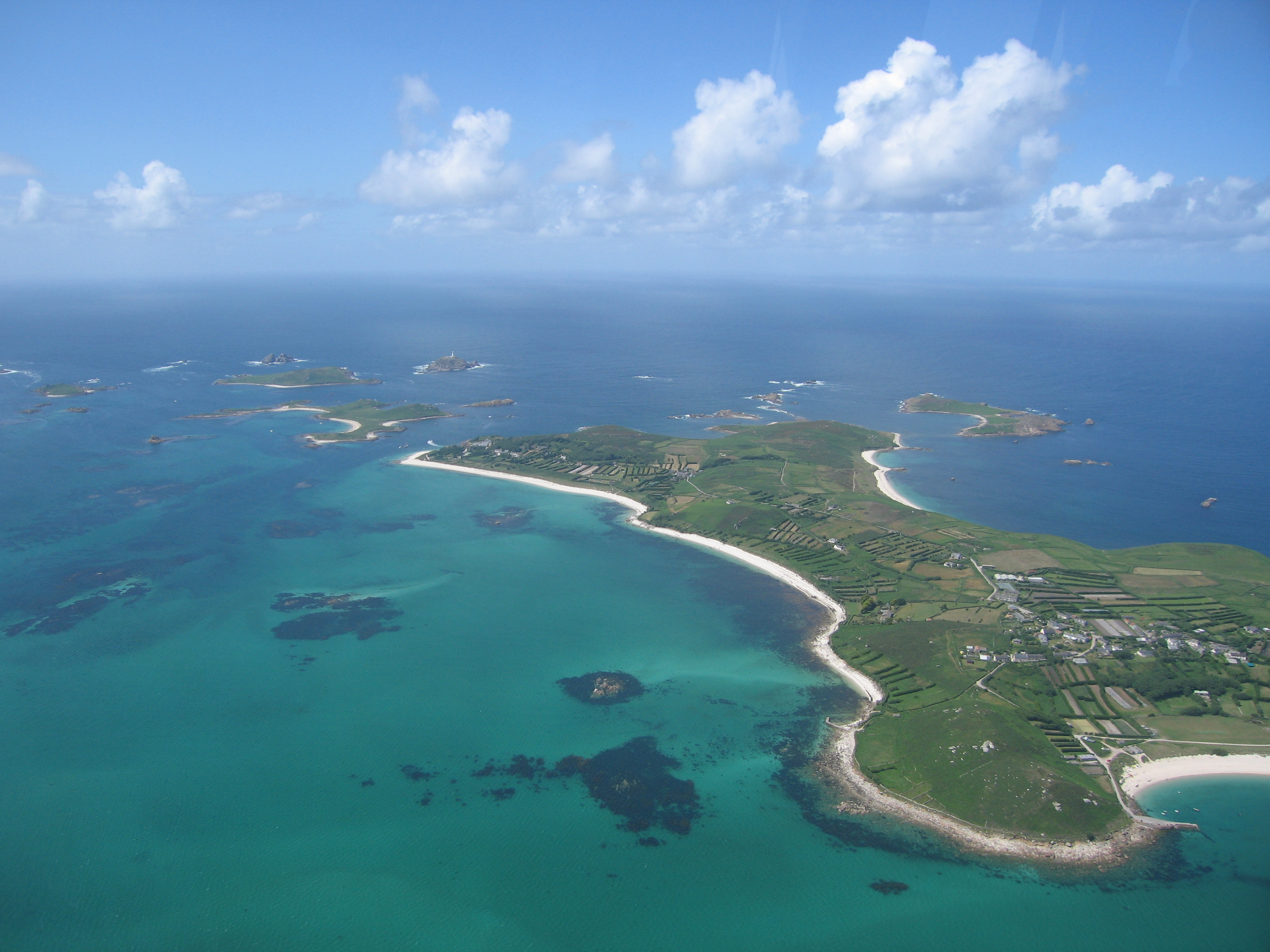
圣马丁斯岛

圣马丁斯岛（英語：St Martin's）是英国西南部锡利群岛中的第三大岛屿，位于锡利群岛东北部，面积2.37平方公里。2001年人口142人。岛上有优良的海滩，旅游业较发达。